# Brodiaea stellaris
Brodiaea stellaris ist eine Pflanzenart aus der Gattung Brodiaea in der Familie der Spargelgewächse (Asparagaceae). Dieser Endemit kommt nur im westlichen US-Bundesstaat Kalifornien vor.

## Beschreibung

### Vegetative Merkmale
Brodiaea stellaris wächst als ausdauernde krautige Pflanze. Als Überdauerungsorgane werden Pflanzenknollen gebildet. Je Knolle werden während der Vegetationszeit ein bis sechs schmale Laubblätter produziert.

### Generative Merkmale
Die Blütezeit liegt in Kalifornien im Frühling vom Ende Mai bis Anfang Juni. Der schlanke Blütenstandsschaft ist nur 2 bis 6 Zentimeter lang. Endständig auf dem Blütenstandsschaft befindet sich ein offener, doldiger Blütenstand. Die Tragblätter hüllen auch, während der Blütenstand noch knospig ist, diesen nicht vollständig ein. Es sind auch Deckblätter vorhanden. Der Blütenstiel ist 1 bis 5 Zentimeter lang.
Die zwittrigen Blüten sind radiärsymmetrisch und dreizählig. Es sind zwei Kreise mit je drei Blütenhüllblättern vorhanden, die an ihrer Basis verwachsen sind. Die drei äußeren Blütenhüllblätter sind etwas schmaler als die inneren drei. Die sechs bläulich-purpurfarbenen Blütenhüllblätter sind zu einer bei einer Länge von 7 bis 10 Millimetern glockenförmigen, durchscheinenden Blütenröhre verwachsen und auch bis zur Fruchtreife nicht aufspringt. Die Blütenkrone ist insgesamt 14 bis 24 Millimeter lang und der freie Teil der Blütenhüllblätter ist meist mehr als doppelt so lang wie die Blütenröhre. Der freie Teil der Blütenhüllblätter ist bei einer Länge von 7 bis 15 Millimetern ausgebreitet und am oberen Ende zurückgebogen. Bei Brodiaea pallida befinden sich innerhalb der Blütenhüllblätter und mit diesen verwachsen drei sterile Staubblätter, also Staminodien, die kleinen Kronblättern ähneln und jeweils den äußeren Blütenhüllblättern gegenüber stehen. Bei den nahe der Staubblätter befindlichen, aufrechten, weißen und bei einer Breite von 4 bis 8 Millimetern relativ breiten Staminodien sind die Ränder 1/4 nach oben eingerollt und das obere Ende ist breit gekerbt. Die drei fertilen Staubblätter befinden sich gegenüber den inneren Blütenhüllblättern und sind gleichfalls an der Basis der Blütenhülle verwachsen. Die Basis des 1 bis 3 Millimeter langen Staubfadens ist nicht dreieckig, der obere Bereich ist gegabelt und besitzt zwei auffällige weiße, breite Anhängsel, von denen das untere als Flügel hinter den Staubbeuteln ausgebildet ist. Diese Anhängsel sind deutlich verschieden zu denen von Brodiaea appendiculata sowie Brodiaea californica und wohl nicht homolog. Die Größe und Form der Staubblätter und der Strukturen an der Basis der Staubfäden sind wichtige Bestimmungsmerkmale für die Brodiaea-Arten. Die Staubbeutel sind bei einer Länge von 4 bis 6 Millimetern linealisch und das obere Ende ist gekerbt. Drei Fruchtblätter sind zu einem 6 bis 9 Millimeter langen, dreikämmerigen Fruchtknoten verwachsen. Der 4 bis 5 Millimeter lange Griffel endet in einer dreilappigen Narbe.
Die eiförmige, lokulizide Kapselfrucht öffnet sich nicht bei Reife und sind transparent. Bei allen anderen Brodiaea-Arten öffnen sich die reifen Kapselfrüchte und sind transparent, oder öffnen sich nicht und sind undurchsichtig. Die Samen sind schwarz.
Die Chromosomenzahl beträgt 2n = 12.

## Vorkommen
Brodiaea stellaris kommt im nordwestlichen Kalifornien vor. Sie gedeiht nahe der Küsten in Lichtungen von immergrünen Mischwäldern und Redwood-Wäldern auf Böden über Serpentingestein in Höhenlagen von 0 bis 900 Metern.

## Taxonomie
Die Erstbeschreibung von Brodiaea stellaris erfolgte 1882 durch Sereno Watson in Proceedings of the American Academy of Arts and Sciences, Volume 17, Seite 381. Ein Synonym für Brodiaea stellaris S.Watson ist Hookera stellaris (S.Watson) Greene.